# Massilia aerilata
Massilia aerilata es una especie de bacteria gramnegativa del género Massilia. Fue descrita en el año 2008. Su etimología hace referencia a llevada por el aire. Es aerobia y móvil por flagelo polar. Tiene un tamaño de 0,7-1 μm de ancho por 1,5-3 μm de largo. Forma colonias de color amarillo claro, redondas y convexas. Crece en agar R2A, NA y TSA, pero no en MacConkey. Catalasa y oxidasa positivas. Temperatura de crecimiento entre 5-35 °C, óptima de 28 °C. Tiene un contenido de G+C de 68,9%. Se ha aislado de una muestra de aire en Suwon, Corea del Sur.